# Демьянков, Валерий Закиевич
Вале́рий Заки́евич Демья́нков (род. 1 ноября 1948) — советский и российский лингвист, специалист по вычислительной лингвистике.
Окончил Отделение теоретической и прикладной лингвистики филологического факультета МГУ (1971). Доктор филологических наук (1986). С 1988 года работает в Институте языкознания РАН, возглавляет Отдел теоретического и прикладного языкознания. С 2005 года по 2017 год — заместитель директора Института. Заместитель председателя экспертного совета ВАК РФ по филологии и искусствоведению (с 2018).

## Избранные труды
- Демьянков В. З. Англо-русские термины по прикладной лингвистике и автоматической переработке текста: [Вып. 1]: Порождающая грамматика / Под ред. Ю. В. Ванникова. — М.: ВЦП, 1979. — 277 с. — (В помощь переводчику. Тетради новых терминов. – № 23). || Вып. 2: Методы анализа текста. — 1982. — 288 с. — (В помощь переводчику. Тетради новых терминов. – № 39).
- Демьянков В. З. Интерпретация, понимание и лингвистические аспекты их моделирования на ЭВМ. — М.: Изд-во МГУ, 1989. — 171 с. — 400 экз. — ISBN 5-211-01723-4.
- Демьянков В. З. Метод построения системы автоматического лингвистического анализа наименований экономических показателей в ИПС, использующей естественный язык. — М.: Изд-во МГУ, 1978. — 55 с. — (1. Экономика - Информационно-поисковый язык 2. Информационно-поисковые системы). — 250 экз.
- Демьянков В. З. Морфологическая интерпретация текста и её моделирование. — М.: Изд-во МГУ, 1994. — 205 с. — 300 экз. — ISBN 5-211-03219-5.
- Демьянков В. З. Общая теория интерпретации и её приложение к критическому анализу метаязыка американской лингвистики 1970-80-х гг.: Автореф. дис. … д-ра филол. наук. — М., 1985. — 32 с.
- Демьянков В. З. Основы теории интерпретации и её приложения в вычислительной лингвистике. — М.: Изд-во МГУ, 1985. — 75 с. — 300 экз.
- Демьянков В. З. Процедура преобразования словосочетаний естественного языка на язык числовых индексов: (Применит. к построению информ.-поисковых систем экон. показателей): Автореф. дис. … канд. филол. наук. — М., 1978. — 24 с.
- Демьянков В. З. Специальные теории интерпретации в вычислительной лингвистике: Учеб.-практ. пособие. — М.: Изд-во МГУ, 1988. — 88 с. — 300 экз.
- ИВА́НОВ : [арх. 3 января 2023] / Демьянков В. З. // Большая российская энциклопедия [Электронный ресурс]. — 2018.